# Termostat (auto)

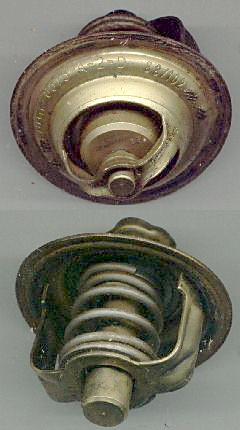
Termostat

Termostatul (auto) este un aparat al sistemului de răcire folosit într-un motor cu ardere internă (MAS, MAC) care are funcția de a închide orificiul de trecere a lichidului de răcire din blocul motor spre radiator, cât timp motorul este rece după pornire, pentru ca acesta să ajungă cît mai repede la temperatura optimă de funcționare, și de a-l deschide, spre a permite trecrea lichidului spre radiator, după ce motorul a ajuns la temperatura optimă de funcționare.
Termostatul se compune dintr-o capsula termosensibila ce contine un amestec termodilatant pentru un anumit interval de temperatura prescris, care la temperatura T1 incepe sa se dilate, acționînd prin construcția lui, o supapă, permitand lichidului de răcire, antrenat de o pompă, să poată circula din spre blocul motor spre radiator, menținând astfel temperatura lichidului de racire intr-un interval de temperatură prescris ( ex. 90-95°C ), temperatura optimă de functionare a motorului. Acest interval de temperatură, diferă de la un tip de motor la altul.